# Би Ти Ви Синема
bTV Cinema (произнася се Би-Ти-Ви Синема) е български телевизионен канал, излъчващ филми и сериали. Част от „БТВ Медиа Груп“, собственост на CME.
Каналът стартира на 7 декември 2009 г. По телевизията се излъчват филми на FOX, Disney, Universal и MGM. bTV Cinema е насочен към зрители от всички възрастови групи с акцент върху активна аудитория на възраст 18 – 49 години. В програмата на bTV Cinema влизат филми и сериали от всички жанрове. Зрителите могат да видят още и образци на европейското кино. bTV Cinema излъчва повторенията на БГ сериалите Стъклен дом(от 2010 до 2012 г.), Седем часа разлика (от 2011 до днес) и Революция Z (от 2012 г. до днес).
От 2012 г. bTV Cinema излъчва на живо филмови награди от международно значение като наградите Оскар, Златен глобус, Наградите на Гилдията на киноактьорите и наградите „Писък“.
От 7 октомври 2012 г. преминава към излъчване във формат на картината 16:9 SD. От 1 януари 2016 г. bTV Cinema се излъчва в платената онлайн платформата на „БТВ Медиа Груп“ – VOYO, в HD качество, и от 6 юли 2018 г. – в мрежата на VIVACOM в HD качество.

## Логотипи
- Лого на bTV Cinema между 2009 и 2016